# T3ddy
Lucas Olioti de Souza (Ribeirão Preto, 16 de dezembro de 1994), mais conhecido como T3ddy, é um youtuber, influenciador digital e ator brasileiro. Conhecido por produzir conteúdo para a plataforma de vídeos YouTube. Em novembro de 2024, alcançou 18,6 milhões de inscritos e seu canal é o 27° maior do Brasil.
Iniciou sua carreira em janeiro de 2012, abordando principalmente Minecraft, um jogo eletrônico independente que consiste basicamente de cubos. Seu canal teve um crescimento substancial em popularidade, atingindo um milhão de inscritos em maio de 2015. À medida que o canal crescia, seu estilo de conteúdo se diversificou.
Durante 2019, recebeu 2,5 milhões de novos inscritos, atingindo a 52ª colocação entre os canais com maior número de inscritos do Brasil. A popularidade de Lucas fez com que se tornasse uma personalidade notória na internet. Em 2017, ele foi eleito o 38.º YouTuber mais influente do mundo.

## Infância e educação
Lucas Olioti de Souza nasceu em 16 de dezembro de 1994, na cidade de Ribeirão Preto, interior de São Paulo. Ele é filho do dedetizador e multi-instrumentista Paschoal Benedito de Souza e de Vera Lúcia Olioti. Seus pais são casados há mais de três décadas e têm um filho mais velho, chamado Ricardo.
Ricardo Olioti casou-se em novembro de 2003 e tem três filhas, a primogênita nasceu quando Lucas possuía apenas seis anos de idade. Em 2016, tornou-se padrinho de Laura Almeida, nascida em 26 de abril. Ele estudou na Escola Dom Romeu Alberti, onde realizou seus primeiros vlogs, junto com dois amigos. Segundo seus pais, adquiria boas notas nas matérias curriculares.
Lucas é técnico em informática, por formação, e seu primeiro emprego foi como web designer na empresa do seu irmão. Segundo o portal de entretenimento da Globo, ele passou a ganhar em dois meses a mesma quantia que recebia no trabalho anterior, por isso deixou sua profissão para dedicar-se ao canal no YouTube.

## Carreira

### Primeiros anos (2012–2015)
Lucas registrou uma conta na plataforma de vídeos YouTube em 15 de janeiro de 2012, aos 17 anos de idade. O nome T3ddy deriva do inglês teddy bear (em português: urso de pelúcia), que faz referência a pelúcia do personagem Mr. Bean. Com isso, adotou o urso como símbolo do seu canal em 20 de julho. Geralmente, seus fãs são chamados de b3ars por ele.
Nos primeiros anos como criador de conteúdo, Lucas se concentrou em jogos eletrônicos, principalmente de simulação e jogabilidade não linear. O seu primeiro vídeo tratava de Minecraft, jogo lançado em maio de 2009 e adquirido pela Microsoft cinco anos após. Seu canal acumulou cem mil inscritos em 2013, tendo durante o ano uma média mensal de dez mil novos inscritos.
No final de 2014, atingiu meio milhão de inscritos e fez sua primeira participação em um programa de TV, no Conexão Futura. O vídeo mais popular do canal foi lançado em 22 de abril de 2015 e possui 12,1 milhões de visualizações. Nele, Lucas reage a uma animação. Em maio do mesmo ano, ele lançou o quingentésimo vídeo na plataforma e atingiu um milhão de inscritos, recebendo assim a placa de ouro. Em novembro, participou do Pânico na Band.
Com a ascensão na carreira, Lucas se mudou para cidade de São Paulo. Ainda em 2015, junto com os influenciadores Christian Figueiredo e Mauro Nakada, formaram a Trupe 20:07, uma referência a Fausto Silva, que anuncia o horário de Brasília durante seu programa dominical. Há mais de três décadas na televisão, Fausto é conhecido por utilizar diversos bordões.

### Ascensão e filmes (2016–2018)
Lucas foi convidado a fazer um teste para Malhação: Seu Lugar no Mundo, a vigésima terceira temporada da soap opera exibida pela Rede Globo, porém além de ter se atrasado, segundo relato do mesmo, ele estava vestindo uma roupa inapropriada e foi impedido de entrar na emissora. Ele participou do programa Sabadão com Celso Portiolli em dezembro de 2016, junto com Mauro Nakada e Nilce Moretto, que é proprietária do canal Cadê a Chave?. Durante o quadro, Celso Portiolli propõe desafios enquanto eles passeiam de carro por São Paulo.
No dia 8 de novembro de 2016, apresentou o programa TVZ, junto com Christian Figueiredo e Rafa Moreira. No mesmo ano, recebeu a proposta de lançar um livro não-autoral, mas acabou rompendo contrato com a editora. Para o canal Eu Fico Loko, declarou em dezembro de 2019, que não pretendia lançar livros ou produtos, diferente das outras personalidades da internet: "Se eu fosse lançar um produto não era só visando a grana, eu queria lançar algo legal, lançar algo que me desse orgulho".
Em pesquisa realizada pela Snack em 2017, T3ddy foi eleito o 38.º youtuber mais influente do mundo, ultrapassando Christian Figueiredo, Luba e KondZilla. Ele atingiu cinco milhões de inscritos naquele ano. Nas três primeiras colocações foram eleitos, respectivamente, o sueco Felix Kjellberg (conhecido como PewDiePie), e os brasileiros Whindersson Nunes e Felipe Neto.
Participou do Zero1, apresentado por Tiago Leifert. Ele também apareceu em dois filmes; participou de Eu Fico Loko, dirigido por Bruno Garotti, e interpretou o personagem Vepê em Internet: O Filme, dirigido por Filippo Capuzzi. Ambos foram lançados, respectivamente, em janeiro e fevereiro de 2017. No ano seguinte, foi um dos apresentadores da primeira edição do MTV Millennial Awards e participou em 10 de agosto do Passa ou Repassa, realizado pelo programa Domingo Legal.

### 10 milhões de inscritos (2019–presente)
Em 2019, Lucas integrou o quadro "YouTubers Querem Saber", do programa homônimo de Raul Gil, transmitido pelo Sistema Brasileiro de Televisão (SBT). Dentre os entrevistados estão Carlinhos Maia, Lobão e Rodrigo Faro, contratado da RecordTV. Ele já havia participado da atração em 2016, quando a apresentadora Eliana foi convidada.
Comandou ainda a transmissão da oitava edição do festival Rock in Rio, para o Multishow, e participou do filme Flops: Uma comédia musical, interpretando Léo. A produção foi dirigida por Plínio Scambora e lançada em julho. No mesmo ano, apresentou os bastidores do programa Só Toca Top, transmitido pelo Gshow. Durante 2019 recebeu 2,5 milhões de novos inscritos, com uma média de duzentos mil mensalmente, com exceção dos meses de setembro e novembro. Ele atingiu um bilhão de visualizações no mesmo ano.
Lucas alcançou a marca de 10 milhões de inscritos em 4 de março de 2020. No dia 17 do mesmo mês recebeu um strike, dois vídeos foram consideros prejudiciais e nocivos pelo YouTube, o que viola a política de conteúdos da plataforma, e ele foi impedido de fazer novas publicações por uma semana. Em abril de 2020, era o 54.º maior canal brasileiro, uma queda de duas posições em relação a fevereiro. No primeiro trimestre houve redução de 23% no número de visualizações em comparação ao mesmo período do ano anterior.

## Filantropia
Lucas promoveu um evento beneficente em 5 de maio de 2019. O evento, organizado pelo projeto B3ars Solidários, teve como objetivo arrecadar alimentos não perecíveis para a Casa do Zezinho, uma organização não governamental fundada em 1994, que ajuda pessoas entre seis e 21 anos de idade. Vencedora de vários prêmios, a organização atende mais de mil crianças e adolescentes de classe baixa.
T3ddy recebeu trezentas pessoas que haviam se cadastrado previamente, no dia 24 de abril. Segundo a organização, as vagas foram esgotadas em menos de dez minutos após serem abertas, às oito horas da noite. Cada pessoa recebeu a localização do encontro via e-mail e tornou-se responsável por levar dois alimentos. Ao todo, o evento arrecadou 730 quilos de alimentos e outros 270 quilos foram doados por Lucas, completando uma tonelada.
Nas redes sociais, o assessor de comunicações da ONG, Luís Felipe, agradeceu a mobilização dos fãs: "Foi muito lindo, foi muito emocionante ver vocês, a alegria de vocês, o sorriso de vocês, dando um abraço, conversando, dando um beijo no Lucas. Muito legal, vai ajudar muito essas crianças".

## Imagem pública

### Influências e estilo do conteúdo
"Quanto mais bizarro for o jogo é melhor, porque dá pra fazer mais piadas"— Lucas Olioti

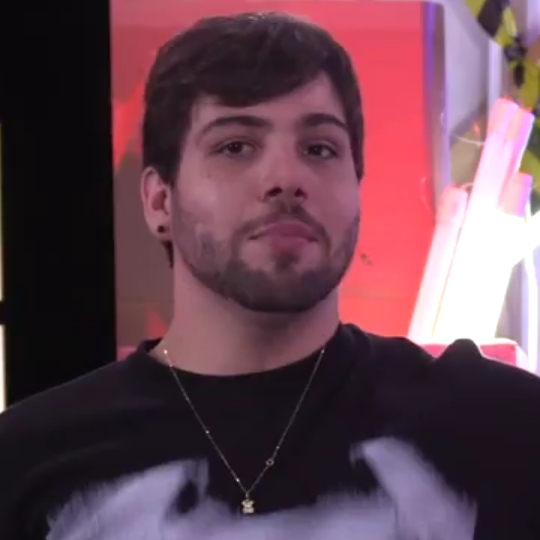
Lucas no Multishow, em setembro de 2019

As principais influências de Lucas foram BRKsEDU e o espanhol Rubén Doblas (conhecido como El Rubius).
Durante o início da sua carreira, ele não contratou nenhum editor e tinha como cenário o seu quarto. Seu conteúdo inicial consistia principalmente de jogos eletrônicos, mas com o crescimento do canal, o mesmo se tornou diversificado; Além de abordar assuntos tradicionais, ele carregou vlogs, enigmas e reacts a memes. Ao rever o conteúdo no especial de quatro anos, disse que "era muito indeciso" e os vídeos apresentavam erros porque "não editava nada".
Geralmente, ele inicia os vídeos exibindo a frase "se inscreva" ao abrir sua porta. Outra característica é a utilização do "óculos do like", usado sempre para pedir curtidas. Muitos vídeos apresentam palavras de baixo calão, que normalmente são censurados na edição. Em 2014, quando um apresentador lhe pediu uma dica para youtubers iniciantes, disse: "Ser verdadeiro lógico, ser você mesmo, procurar ser legal, simpático".
Lucas possui uma conta no Twitter, que detém 5,6 milhões de seguidores, onde interage diariamente com o público, no entanto reserva seus posicionamentos políticos. A edição de 8 de dezembro de 2015 da revista Revide o classificou como "um grande representante" e comparou seu número de visualizações com a população da cidade onde nasceu, que era de 604 mil habitantes, segundo o censo de 2010: "Seriam necessários aproximadamente 375 municípios de Ribeirão Preto".

### Renda e publicidades
O pagamento do YouTube pode variar, pois vídeos que violem direitos autorais ou tenha expressões chulas são desmonetizados. T3ddy declarou em 2019 que "a grana, às vezes, nem chega".
T3ddy já realizou algumas campanhas publicitárias para empresas multinacionais, devido a visibilidade que possui na internet. Ele participou, junto com Felipe Castanhari, do terceiro episódio da série De carona com a Tocha, uma campanha da Coca-Cola durante os Jogos Olímpicos de Verão de 2016, contribuindo com o revezamento da tocha olímpica em Londrina, Paraná, no dia 28 de junho.
Em fevereiro de 2017, o jornal Folha de S. Paulo revelou que o Ministério da Educação repassou R$ 295 mil para seis canais no YouTube, incluindo T3ddy, para divulgarem a reforma do ensino médio. Segundo o MEC, a maioria dos adolescentes entre 15 e 25 anos buscam informações através da plataforma de vídeos. A política educacional atual causou controvérsias e gerou mobilizações em todo o país.
Seu primeiro comercial exibido na televisão foi para a empresa de telecomunicações Vivo, veiculado em 10 de agosto de 2017. Nele, Lucas interage com a cantora Ivete Sangalo. Em 2019, fez anúncios para Samsung e foi convidado do Fanta Talk Show, transmitido pela Warner Channel. Segundo o UOL, pessoas com mais de um milhão de seguidores podem ganhar, por mês, até R$ 500 mil com pôsteres.

## Vida pessoal
Lucas possui uma vida pessoal reservada. Em dezembro de 2019, ao ser questionado sobre paternidade, afirmou: "Eu nunca disse que nunca vou querer ter [filhos], só que eu sei que não é agora, mas eu quero. Eu quero ser pai um dia, viver essa experiência". Ele possui um cachorro chamado Johny e em 2024 adotou outro cachorro chamado Beto. Antes de iniciar sua carreira tinha um vira-lata chamado Duque, mas ele morreu.
Em relação a religiosidade, afirmou ser cristão e respeitar a opinião das pessoas adeptas ao ateísmo. Em um vídeo lançado em 2012, atribuiu seu sucesso a Deus e disse que "ele que me ajudou e me fez pensar em várias coisas legais". A gravação de vídeos diariamente faz com que expresse cansaço as vezes, além disso já afirmou ser ansioso.

## Filmografia
| Ano  | Programa                    | Quadro                    | Ref.   |
| ---- | --------------------------- | ------------------------- | ------ |
| 2015 | Pânico na Band              | "Bate ou Regaça"          | [ 6 ]  |
| 2016 | Sabadão com Celso Portiolli | "@postando com YouTubers" | [ 10 ] |
| 2016 | TVZ                         | apresentador              | [ 11 ] |
| 2017 | Zero1                       | convidado                 | [ 13 ] |
| 2018 | Domingo Legal               | "Passa ou Repassa"        | [ 30 ] |
| 2019 | Programa Raul Gil           | "YouTubers Querem Saber"  | [ 15 ] |

| Ano  | Trabalho                   | Personagem | Ref.   |
| ---- | -------------------------- | ---------- | ------ |
| 2017 | Eu Fico Loko               | Ele mesmo  | [ 31 ] |
| 2017 | Internet: O Filme          | Vepê       | [ 14 ] |
| 2019 | Flops: Uma comédia musical | Léo        | [ 32 ] |

## Prêmios e indicações
Lucas concorreu a cinco premiações; A primeira foi o Capricho Awards 2016, pela categoria vlog. No seu canal, ressaltou que não possui os vlogs como foco e comparou a premiação, em tom irônico, ao Oscar, Troféu Imprensa e "enquete do Facebook". Em 2018, foi eleito o influenciador de jogos do ano no Prêmio Jovem Brasileiro.
| Ano  | Prêmio                  | Categoria           | Resultado | Ref.   |
| ---- | ----------------------- | ------------------- | --------- | ------ |
| 2016 | Capricho Awards         | Vlog                | Indicado  |        |
| 2018 | MTV Miaw                | Super Squad         | Indicado  | [ 34 ] |
| 2018 | Prêmio Jovem Brasileiro | Youtuber            | Indicado  |        |
| 2019 | Prêmio Jovem Brasileiro | Influencer de Games | Venceu    |        |
| 2019 | Prêmio Influency.me     | Games               | Venceu    | [ 35 ] |